# Тебе, Москва!
«Тебе, Москва!» — советский рисованный, цветной мультипликационный фильм-плакат  киностудии «Союзмультфильм», созданный в 1947 году к 800-летию Москвы.

## Сюжет

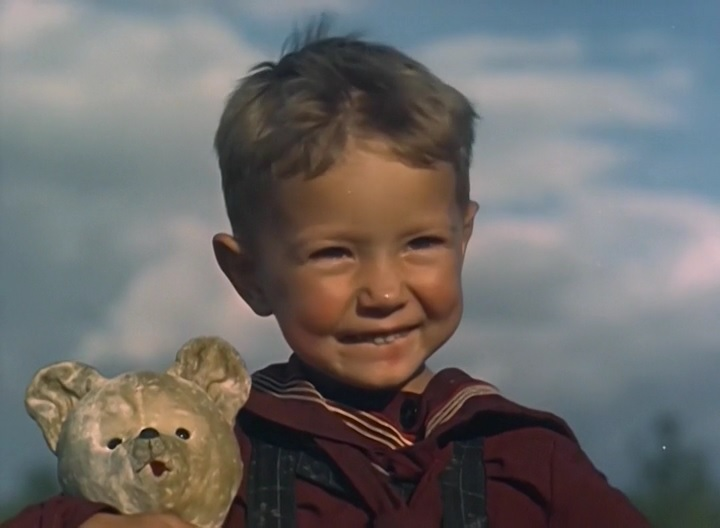
Кадр из фильма

Фильм показывает основные исторические этапы становления Москвы от возникновения города до 1947 года: основание Москвы и строительство кремлёвских стен, освобождение от татаро-монгольского ига и деятельность Ивана III,  Смутное время и борьба Минина и Пожарского с польскими интервентами, Отечественная война 1812 года, Русская революция 1905 года, Великая Октябрьская социалистическая революция, Распад Российской империи, Москва 1930-х годов, Великая Отечественная война, День Победы.

## Особенности фильма
Рисованные сюжеты фильма сочетаются с документальными кадрами. Так, в фильме использованы документальные кадры советской Москвы 1930—40-х годов. Кроме того, в сюжете фильма использованы изображения советских почтовых марок и открыток патриотической тематики, а также фотографии советских людей различных национальностей и различных профессий.

## Музыка и песни
- «Дорогая моя столица» (И. Дунаевский — М. Лисянский, С. Агранян)
- «Москва майская» (Д. и Д. Покрас — В. Лебедев-Кумач)
- «Здравствуй, Москва!» (А. Лепин — О. Фадеева)
- «Священная война» (А. Александров — В. Лебедев-Кумач)

## Создатели
- сценарий: Владимир Длугач, Сергей Романов
- режиссёр — Григорий Ломидзе
- художник-постановщик — Константин Зотов
- композитор — Г. Лобачёв
- текст читает — Алексей Консовский
- художники-мультипликаторы: Ламис Бредис, Татьяна Таранович, А. Манафов, Геннадий Филиппов, А. Бирулин, И. Ищенко
- художники-декораторы: Дмитрий Анпилов, Н. Верещагина, Галина Невзорова, В. Белышев
- оператор — Михаил Друян
- звукооператор — Николай Прилуцкий
- ассистент режиссёра — Татьяна Фёдорова
- директор картины — Борис Вольф

## Отзывы
Григорий Ломидзе создал анимационный панегирик «Тебе, Москва!» к юбилею города. Тут вся наша история прошита жёстким идеологическим швом «назад иголка»: создание «русского национального государства», гусляры, «дорогая моя столица», отбитые интервенты и пожар 1812 года. Есть и символичный план: с российского герба падает корона, орлы пытаются клювами её удержать. Но нет — безжизненная когтистая лапа разжимается. Падай, корона! «Сталину Слава!» «Москве — 800!» Как будто не было киноавангарда 1920-х, всё в лоб, агитация прямолинейна, примитивна.
— Лариса Малюкова «СВЕРХкино», стр. 348

## Факты
- Во время показа Москвы 1940-х годов в кадре — изображение монумента в честь Великой Отечественной войны. А эти кадры показаны до показа Великой Отечественной войны.

## Видео
Мультфильм был выпущен на DVD в сборнике мультфильмов № 34 «Тебе, Москва!»